# Årrhane
Årrhane i äldre tider även Orrhane, och dess kvinnliga medlemmar kallas stundom Orrhöna. var en svensk adelsätt med ursprung från Östergötland, som adlades 1608 och introducerades 1644 på Sveriges Riddarhus som adlig ätt nummer 309. Ätten utdog under 1700-talet.
Vapen: tre svarta orrhanar på var sin halv försilvrad lilja i guldfält.